# Coryne pusilla
Coryne pusilla is een hydroïdpoliep uit de familie Corynidae. De poliep komt uit het geslacht Coryne. Coryne pusilla werd in 1774 voor het eerst wetenschappelijk beschreven door Gaertner. 